# Ariadne albifascia
Ariadne albifascia es una especie de lepidóptero de la familia Nymphalidae, género Ariadne.

## Localización
Esta especie se localiza en Senegal y Uganda.